# Riede
Riede är en kommun och ort i Landkreis Verden i förbundslandet Niedersachsen i Tyskland.
Kommunen ingår i kommunalförbundet Samtgemeinde Thedinghausen tillsammans med ytterligare tre kommuner.